# La Guardia (Nueva Esparta)
La Guardia es una población de pescadores artesanales ubicada en la parroquia Zabala del Municipio Antonio Díaz, del estado Nueva Esparta, Venezuela.
Como atractivo turístico encontramos parte del parque nacional Laguna de La Restinga, en donde se ubica una de las playas más largas del mundo La Restinga, está conformada por una ensenada de 2,5 kilómetros de longitud la cual lleva el Nombre de Ensenada La Guardia, debido a que en época colonial era por donde transitaban a pies el Margariteño de antaño del Oeste al este de la Isla encontrándose principalmente con esta población al terminar su ruta. 
En este sitio pueden apreciarse las siluetas del monumento natural Las Tetas de María Guevara, los cerros de la Península de Macanao, el cerro Purulú y el parque nacional Cerro El Copey sitio ideal para apreciar espectaculares atardeceres y además sirve de guía en alta mar  para los pescadores artesanales.

## Historia
Originalmente, llevaba el nombre indígena Caranta-maura (que en lengua guaiquerí significaba "gran bahía").
- 1876: En el censo de Guzmán Blanco se muestra registrado como Bufadero.
- 1899: En el registro civil se conforma con el nombre de caserío La Guardia.
- 1915: El presidente del estado, general Juan Alberto Ramírez, la nombra caserío Zabala, del Municipio Lárez del Distrito Díaz
- 1963: El 14 de enero es nombrado Municipio Zabala

## Sectores
- Bello Monte
- El Centro
- Guiriguire
- El Palotal
- La Guarida del Sol Urbanización ubicada en el sector Piedras negras, en la carretera La Guardia-Guayacan
- Los Restos Aparecidos
- Pedro Luis Briceño (Pitigüey)
- El Moscú
- La Loma
- La Borrachera
- Piedras Negras
- El Estadio
- Las Casas

## Datos de interés
- Su playa se caracteriza por poseer arena gruesa y agua turbia.
- En los sectores Palotal y Los Restos Aparecidos la playa está totalmente cubierta de piedras marinas y caracoles.
- Desde la costa pueden observarse las siluetas de Las Tetas de María Guevara, así como las elevaciones de la Península de Macanao y el Cerro El Copey.
- Un pueblo con posadas muy bellas y lugares gastronómicos
- Paseos a caballo por la ensenada con increíbles atardeceres.

## Galería

<nowiki></nowiki>
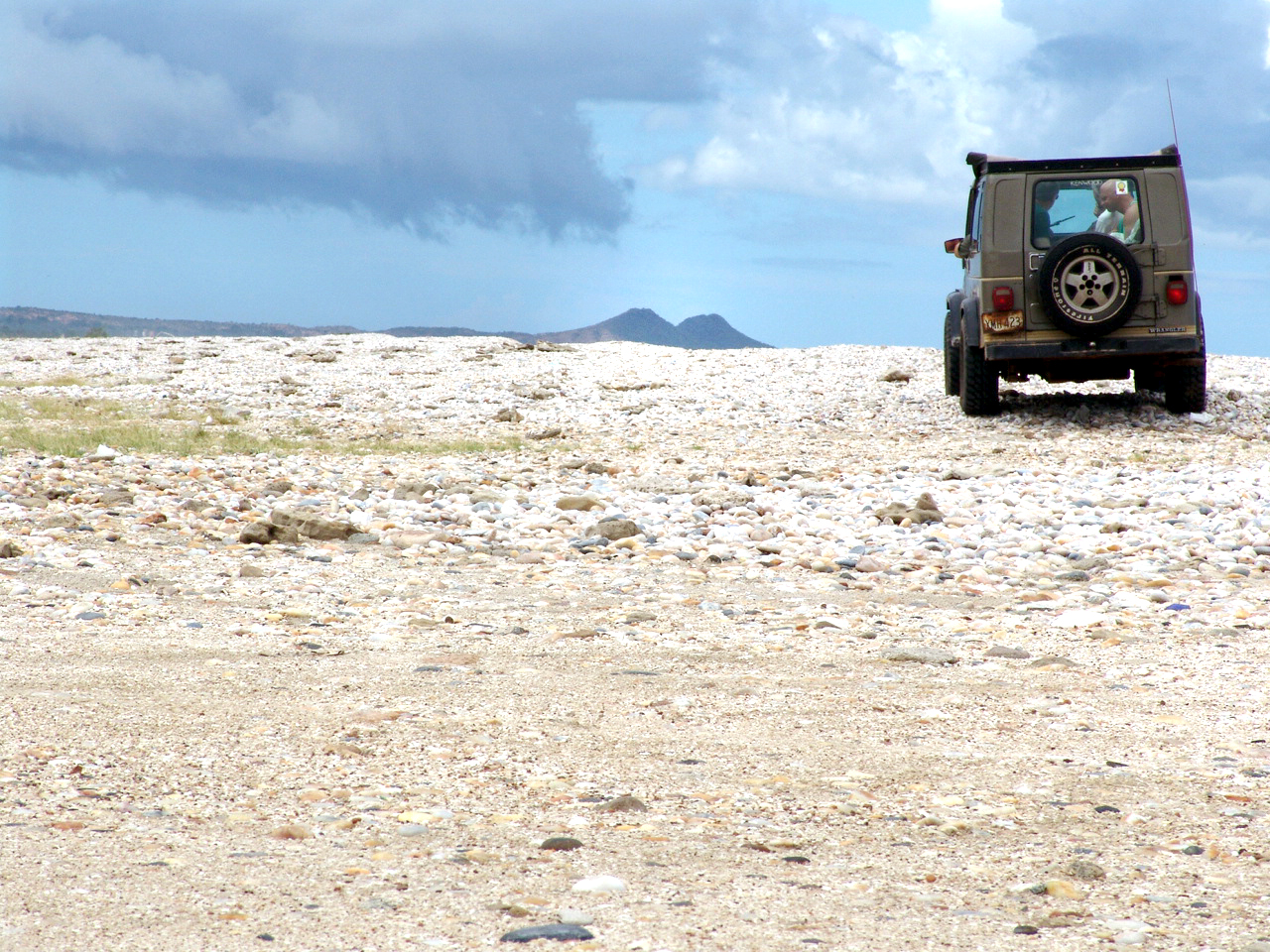
<nowiki>caminata por la playa la guardia</nowiki>
- Carro en la playa.
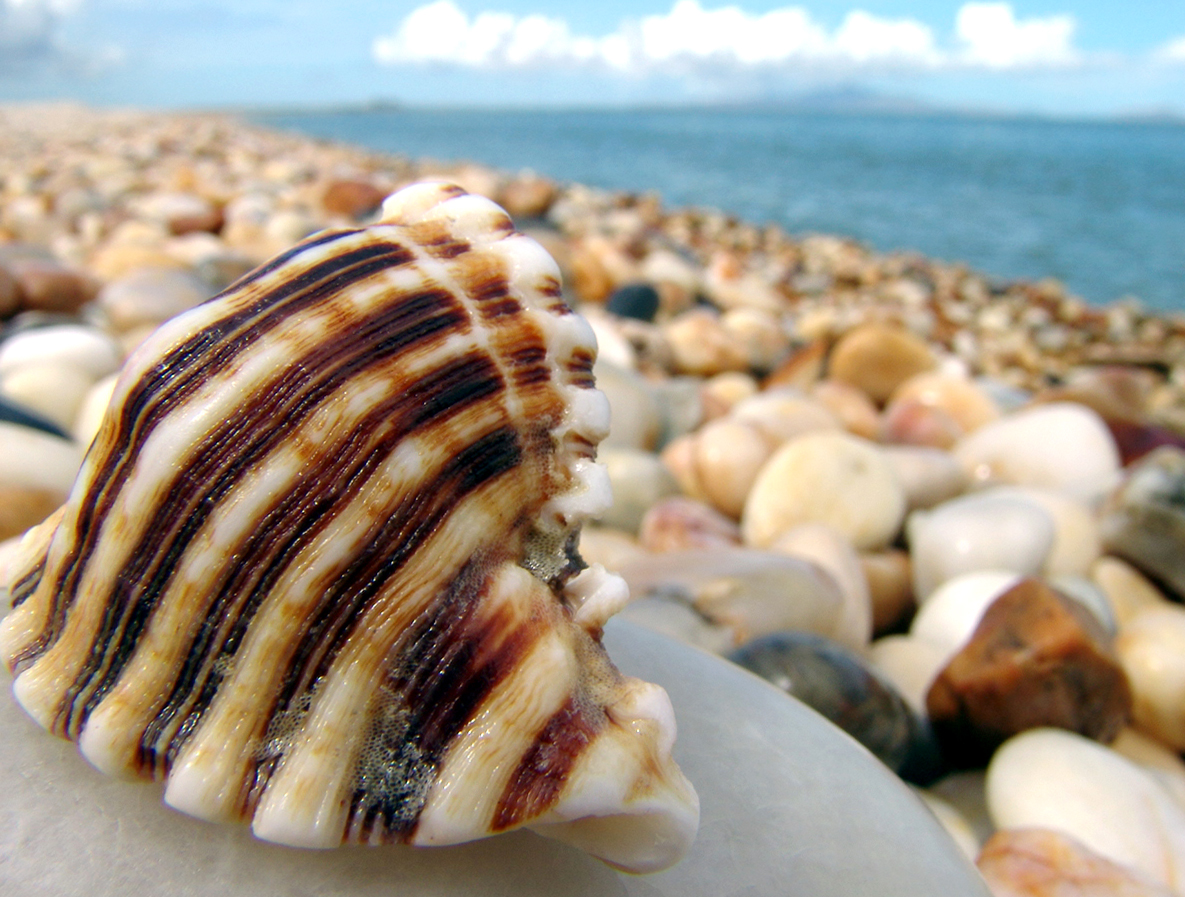
Concha de un caracol Chicoreus brevifrons a la orilla del mar.
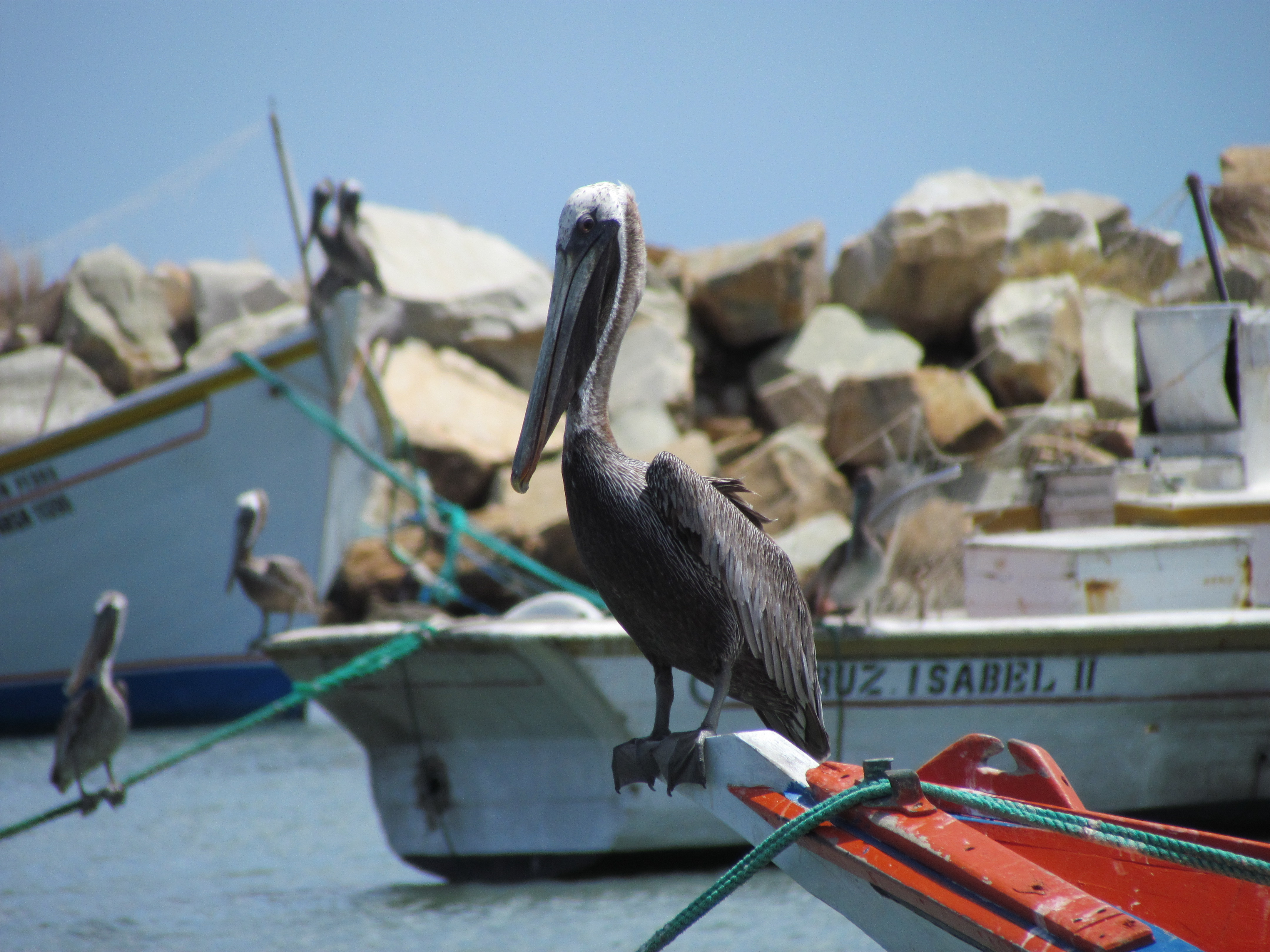
Pelicano pescando desde un bote.
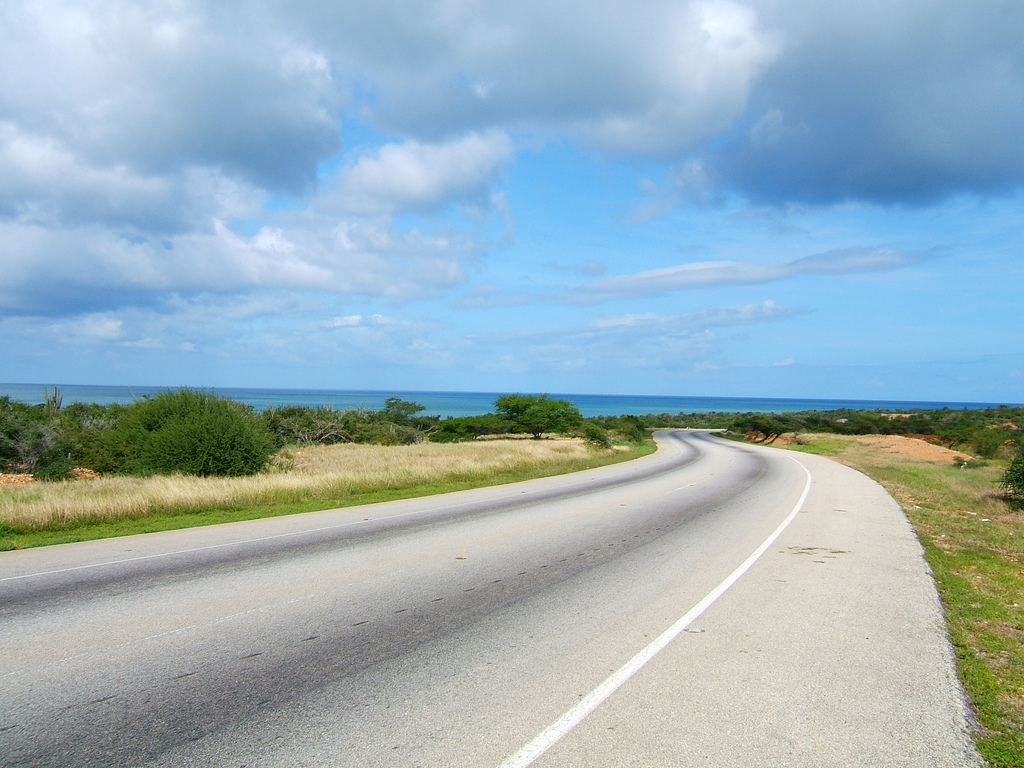
Carretera desde La Guardia a Juan Griego
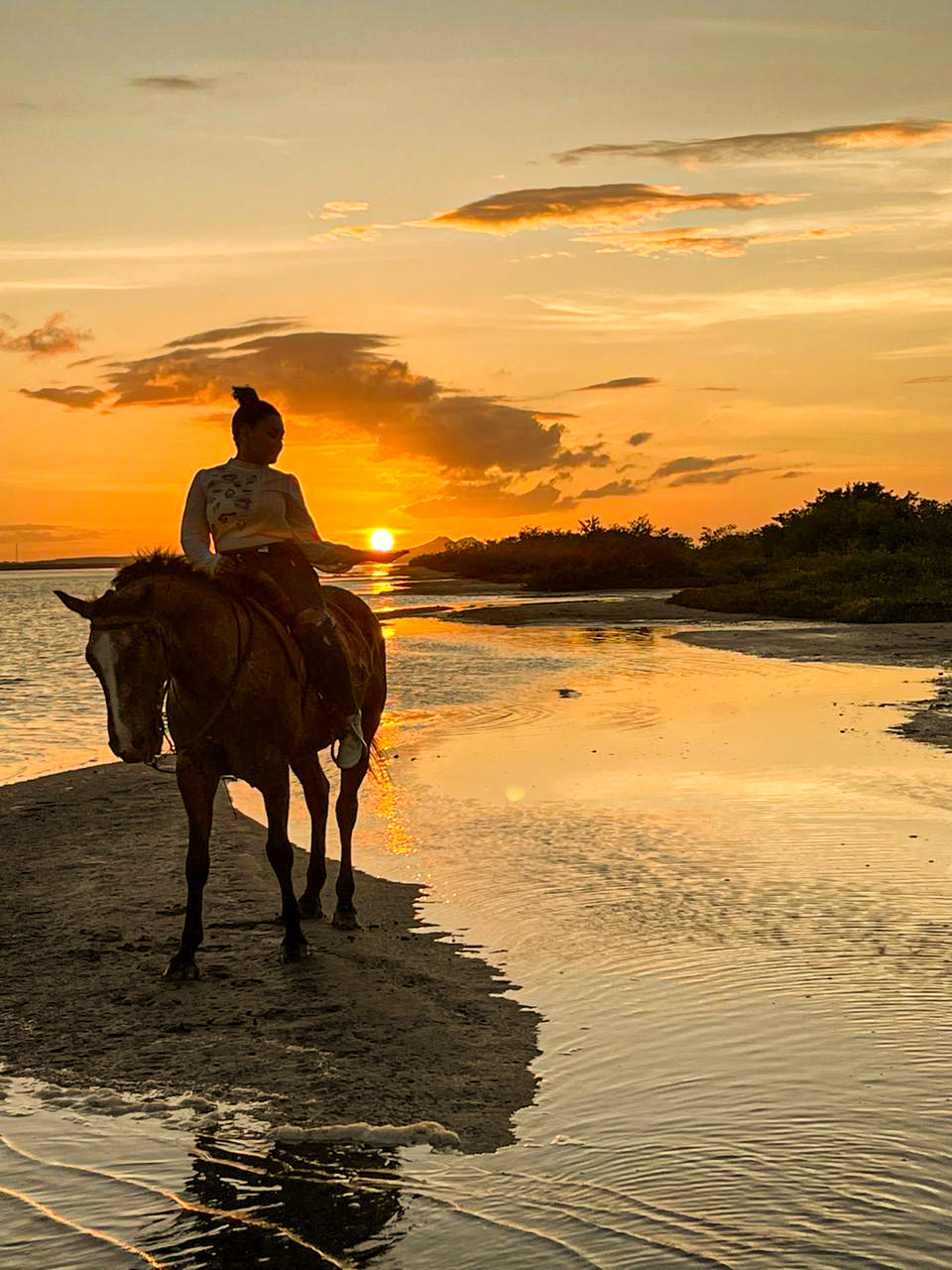
Atardecer a caballo con un increible atardecer en la ensenada de la Guardia - Isla de Margarita @aventura0295